# Slim Smith
Slim Smith, de son vrai nom Keith Smith est un chanteur de reggae jamaïcain né en 1948 et mort en 1973. Il est un des membres fondateurs des groupes The Techniques et The Uniques.
Parmi ses tubes figure le mélodieux « My conversation ».

## Biographie
Smith s'est fait connaître pour la première fois en tant que membre du groupe de jeunes Victors, qui a été hautement salué lors du festival jamaïcain de 1964. Il est par la suite devenu membre fondateur et premier chanteur de The Techniques, qui a principalement enregistré avec Duke Reid pour son label Treasure Isle. En 1964, ils enregistrent plusieurs chansons pour Byron Lee, dont deux, "Don't Do It" et "No One", font partie du disque "The Real Jamaica Ska", publié par Epic Records et coproduit par Curtis Mayfield.  Après la dissolution des Techniques en 1965, il a créé The Uniques, qui a publié une poignée de singles, dont le titre influencé par le R & B, "Do Me Good", publié leLes enregistrements Caltone de Ken Lack en 1966. 
En 1969, Slim Smith a commencé l'enregistrement pour Prince Buster et Coxsone Dodd de Studio One label, le principal rival Duke Reid. Ses enregistrements dans Studio One mettent en lumière sa voix passionnée et mélancolique, presque maniaque, et l’affirment comme l’un des plus grands chanteurs de la Jamaïque. Ses hits de cette période incluent "The New Boss", "Hip Hug" et "Rougher Yet", dont beaucoup ont ensuite été compilés pour l'album Born To Love. En 1967, il forme une nouvelle version de The Uniques et commence à s'associer avec le producteur Bunny Lee. "Let Me Go Girl" est en tête du hit-parade jamaïcain, mais après l'enregistrement d'un album, Absolutely The Uniques, Smith a quitté le groupe, restant avec Lee pour se concentrer sur une carrière solo.
Il a eu un succès presque immédiatement avec "Everybody Needs Love". Un album du même nom a rapidement suivi, de même que de nombreux autres succès. En 1972, des problèmes personnels le conduisirent au sanatorium de Bellevue. 
Smith est décédé en 1973. Incapable d'entrer dans la maison de ses parents, il a cassé une vitre en se lacérant le bras. Ayant perdu beaucoup de sang, il meurt avant d'avoir pu recevoir un traitement. Sa mort a choqué la Jamaïque. Encore largement considéré comme l'un des plus grands chanteurs de la Jamaïque, sa popularité constante a eu pour résultat la réédition de l'essentiel de son travail.

## Discographie

### Albums
- 1969 - Everybody Needs Love
- 1972 - Just A Dream
- 1973 - Memorial
- 1986 - Dancehall Connection
- 1979 - Born To Love

### Compilations
Entre parenthèses l'année de sortie
- 1968-72 - A Unique Technique (2000)
- 1968-72 - Classic Rocksteady And Reggae
- 196X - Early Days
- 196X-7X - Keep That Lovelight Shining (2004)
- 197X - Rain From The Skies (1992)
- 1976 - The Late And Great
- 197X - The Time Has Come (1995)